# Stara Jastrząbka (województwo podkarpackie)
Stara Jastrząbka (do 14 lutego 1968 Jastrząbka Stara) – wieś w Polsce położona w województwie podkarpackim, w powiecie dębickim, w gminie Czarna.
| SIMC    | Nazwa        | Rodzaj    |
| ------- | ------------ | --------- |
| 0816575 | Górny Koniec | część wsi |
| 0816581 | Olszyny      | część wsi |

Przed 1975 r. wioska nosiła nazwę Jastrząbka Stara (tj. z inną kolejnością wyrazów).
W latach 1954–1972 wieś należała i była siedzibą władz gromady Jastrząbka Stara. W latach 1975–1998 miejscowość położona była w województwie tarnowskim.
Miejscowość jest siedzibą rzymskokatolickiej parafii świętych Apostołów Piotra i Pawła należącej do dekanatu Radomyśl Wielki.
We wsi funkcjonuje Zespół Szkół, oraz grający w A-klasie Klub Sportowy LKS Stara Jastrząbka-Róża.

## Zabytki
- Cmentarz wojenny nr 243 – Jastrząbka Stara